# Jinanqiao-Talsperre
Die Jin'anqiao-Talsperre (chinesisch 金安桥水库, Pinyin Jīn'ānqiáo shuǐkù, auch chin. 金安桥水电站, Pinyin jīn'ānqiáo shuǐdiànzhàn) ist eine Talsperre mit einem Wasserkraftwerk im Südwesten Chinas. Sie steht am Jinsha Jiang (chin. Bezeichnung für den Oberlauf des Jangtsekiang) und seinem Nebenfluss Wulang-Fluss (Wulang He) in der Präfektur Lijiang in der Provinz Yunnan.
Die Bauarbeiten an der Talsperre begannen im Dezember 2006 und 2010 wurde sie in Betrieb genommen. Das Absperrbauwerk ist eine Gewichtsstaumauer aus Beton.
Das Wasserkraftwerk hat eine Kapazität von 2400 MW. In einer zweiten Phase soll die Leistungsfähigkeit in Kombination mit dem Liyuan-Wasserkraftwerk auf 4500 bis 5000 MW erweitert werden.
Die Anlage gehört dem privaten, chinesischen Energiekonzern Hanergy, der auch weitere Wasserkraftwerke in China betreibt.
1,4 km oberhalb der Staumauer steht die 2020 fertiggestellte Jinshajiang-Brücke-Jin'an.